# Ischnocnemis cribellatus
Ischnocnemis cribellatus là một loài bọ cánh cứng trong họ Cerambycidae.